# Black-Ash Inheritance
Black-Ash Inheritance är ett musikalbum av metalbandet In Flames. Albumet släpptes 1997. Tredje spåret, Acoustic Medley, är en rent instrumental låt. EP:n återutgavs tillsammans med The Jester Race år 2002. Den gavs också ut som vinylskiva 2007 i en begränsad upplaga av 555 exemplar.

## Låtlista
1. Goliaths Disarm Their Davids - 04.56
2. Gyroscope - 03.26
3. Acoustic Medley - 02.34
4. Behind Space (live) - 03.36

## Banduppsättning
- Anders Fridén - sång
- Björn Gelotte - trummor
- Johann Larsson - bas
- Jesper Strömblad - gitarr
- Glenn Ljungström - gitarr